# Непомнящий, Борис Львович
Борис Львович Непомнящий (род. 18 августа 1945, Киев) — иллюстратор книг, народный художник Российской Федерации (1998), член Союза художников СССР, академик Российской академии художеств. С 1971 года живёт и работает Великом Новгороде.

## Биография
Борис Львович Непомнящий родился 18 августа 1945 года в городе Киеве Украинской ССР. Окончил 9 классов средней школы.
В 1961—1966 годах учился в Одесском государственном художественном училище имени М. Б. Грекова.
В 1966—1971 годах учился в Ленинградском высшем художественно-промышленном училище имени В. И. Мухиной по специальности «Художник по интерьеру и оборудованию».
С 1971 года живёт и работает Новгороде (с 1999 года — Великий Новгород). Работал в управлении по делам строительства и архитектуры, а затем в Новгородских художественно-промышленных мастерских. В 1995—2005 годах работал преподавателем Новгородского государственного университета им. Ярослава Мудрого на факультете архитектуры, искусств и строительства.
Член КПСС, был членом Новгородского обкома КПСС.
Член Союза художников СССР с 1975 года. В 1995—2005 годах был Председателем Новгородского Союза художников России. (Новгородской региональной организации ВТОО (Всероссийской творческой общественной организации) «Союза художников России»).
В 2009 году избран членом-корреспондентом Российской академии художеств. В 2023 году избран действительным членом Российской академии художеств.

### Выставки
С 1972 года принял участие в более чем ста областных, региональных, всероссийских, всесоюзных, международных художественных выставках.
Персональные выставки: Вологда (1983), Сыктывкар (1984), Новгород (1986), Старая Русса (1987), Мурманск (1990), Лекко (Италия, 1991), Уусикаупунки (Финляндия, 1991), Рованиеми (Финляндия, 1992), Киркенес и Тромсё (Норвегия, 1992), Вена (Австрия, 1993), Виен (США, 1993), Фюрт и Билефельд (Германия, 1993), Уусикаупунки (Финляндия, 1994), Старая Русса (1994), Саннес (Норвегия, 1995), Новгород (1996), Санкт-Петербург (1996), Везель (Германия, 1997), Модена (Италия, 2000), Оребру (Швеция, 2001), Хестингс, Уотфорд и Рай (Великобритания, 2002), Карловы Вары и Прага (Чехия, 2003), Дрезден (Германия, 2004), Великий Новгород (2005), Вологда (2005), Москва (2007), Старая Русса (2008), Кохтла-Ярве (Эстония, 2008), Калининград (2008), Великий Новгород (2009), Берлин (Германия, 2010), Великий Новгород (2015).

### Работы
Произведения художника находятся в Государственной Третьяковской галерее, в художественных музеях Новгорода, Вологды, Сыктывкара, Чувашии, Кургана, Плёса, Новосибирска, Пензы, Удмуртии, Старой Руссы, Мурманска, а также в частных коллекциях: Швеции, Норвегии, Италии, Финляндии, Германии, США, Чехословакии, Англии, Люксембурга.
Художником созданы значительные графические циклы, как: «Портреты русских писателей», «Библейские сюжеты»; иллюстрации к произведениям Н. В. Гоголя, Ф. М. Достоевского, Н. М. Рубцова, Шарля де Костера, Пабло Неруды, Д. Свифта. Офорты «Высоты и ошибки», «Корабль дураков», «Суд дураков», «Карусель любви», «Пассажиры».

## Награды и премии
- Народный художник Российской Федерации (1998 год).
- Заслуженный художник РСФСР (1988 год).
- Золотая медаль Российской Академии художеств (2006 год).
- Почетная грамота Министерства культуры России.
- Почетная грамота Новгородской областной администрации.
- Почетная грамота Академии художеств СССР.
- Почетные грамоты Союза художников СССР, Союза художников России.
- Почетная грамота Союза художников РСФСР и ЦК ВЛКСМ (1981 год).
- Почетная грамота ЦК ВЛКСМ (1978 год).
- Премия Союза художников СССР и Академии художеств СССР.
- Лауреат премии Новгородского комсомола (1978 год).

Всероссийский конкурс книжной иллюстрации «Образ книги», 2011. Лучшие иллюстрации к произведениям художественной литературы. Иллюстрации к книге Ф. М. Достоевского «Записки из Мёртвого дома». — СПб.: Вита Нова, 2010.

## Семья
Есть три дочери.